# Gehofen
Gehofen ist eine Gemeinde im Kyffhäuserkreis.

## Geografie
Die Gemeinde Gehofen im Norden des Landes Thüringen liegt im südlichen Zipfel der Goldenen Aue, etwa zwei Kilometer westlich der Unstrut am Fuße der Hohen Schrecke.
Die Umgebung von Gehofen bietet mit ihren Wäldern eine umfangreiche Artenvielfalt von Pflanzen und Tieren. Neben der Finne ist vor allem die Hohe Schrecke bekannt – ein Höhenzug südlich von Gehofen, dessen größter Teil zum Naturschutzgebiet erklärt und als Bestandteil des Fauna-Flora-Habitat-Gebietes „Hohe Schrecke - Finne“ an die Europäische Kommission gemeldet wurde.

## Geschichte
Vermutlich als fränkische Gründung um das Jahr 600, wurde Gehofen 782 erstmals als Hovun urkundlich erwähnt.
Zu Beginn des 9. Jahrhunderts wurde Gehofen in einem Verzeichnis der Güter des vom Erzbischof Lullus von Mainz erbauten Klosters Hersfeld als Hofun urkundlich erwähnt.
Es gab ein gleichnamiges Rittergeschlecht von Gehofen vom 13. Jahrhundert bis zum Erlöschen im Jahre 1711.
Die Gemeinde gehörte bis zu deren Auflösung zum 1. Januar 2019 zur Verwaltungsgemeinschaft Mittelzentrum Artern, seither ist die Stadt Artern erfüllende Gemeinde für Gehofen.

### Einwohnerentwicklung
Entwicklung der Einwohnerzahl (31. Dezember):
| - 1994: 912 - 1995: 902 - 1996: 890 - 1997: 880 - 1998: 865 - 1999: 856 | - 2000: 840 - 2001: 828 - 2002: 808 - 2003: 795 - 2004: 792 - 2005: 781 | - 2006: 761 - 2007: 740 - 2008: 719 - 2009: 722 - 2010: 699 - 2011: 689 | - 2012: 675 - 2013: 676 - 2014: 659 - 2015: 640 - 2016: 632 - 2017: 615 | - 2018: 608 - 2019: 606 - 2020: 611 - 2021: 600 |

Datenquelle: Thüringer Landesamt für Statistik

## Politik
Sitzverteilung im Gemeinderat (8 Sitze, Wahl 2014):
- CDU: 3
- Sportverein: 2
- Freie Wählergemeinschaft: 2
- SPD: 1

## Verkehr
Die Gemeinde liegt an der seit 2006 nicht mehr regelmäßig befahrenen Unstrutbahn, die die Städte Naumburg und Artern verbindet. Darüber hinaus durchläuft die Landstraße von Reinsdorf bei Artern nach Wiehe die Gemeinde. Etwa 15 Kilometer von Gehofen entfernt verläuft nördlich die Bundesautobahn 38.

## Kultur und Sehenswürdigkeiten

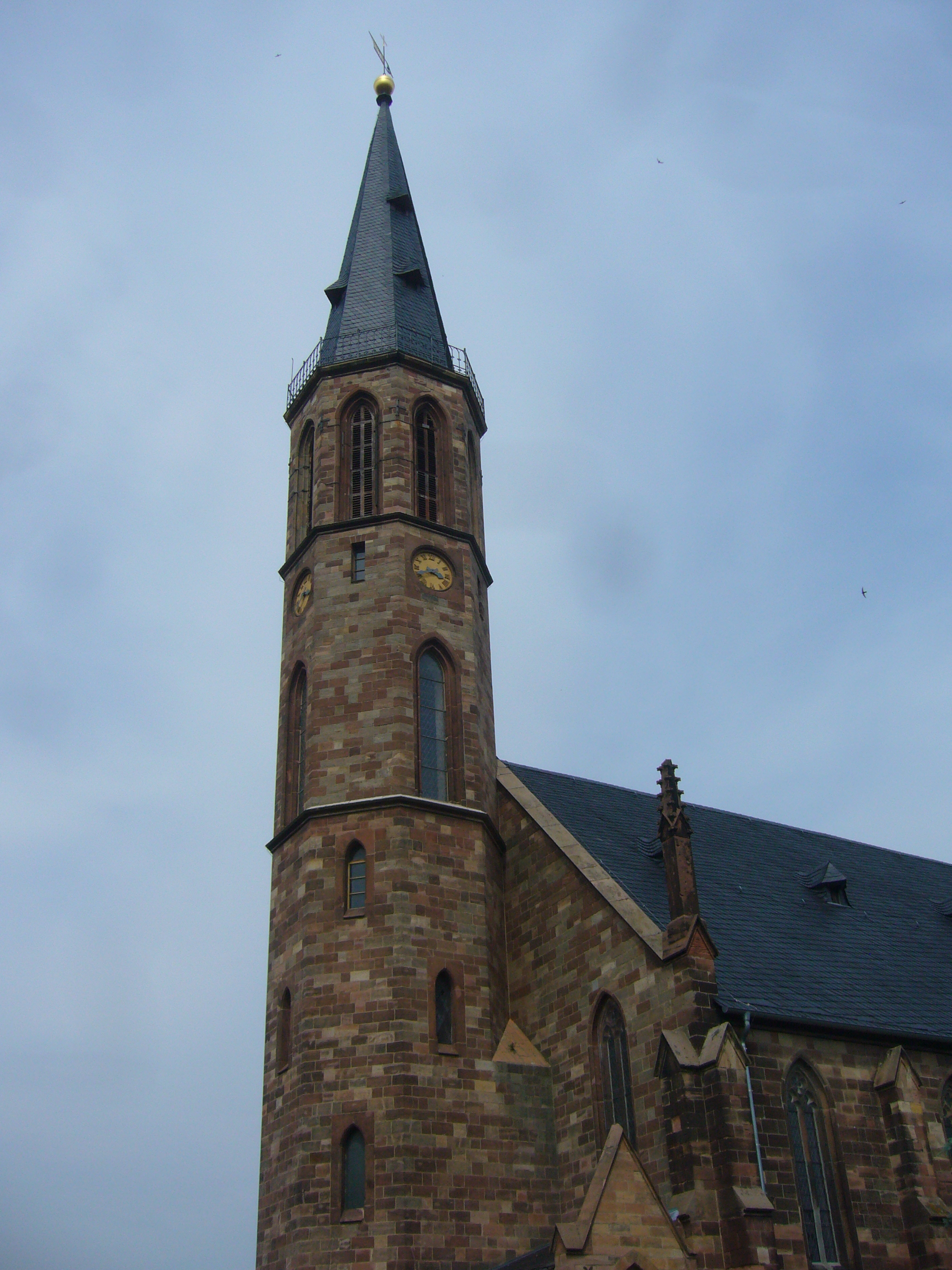
Kirche St. Johann Baptist

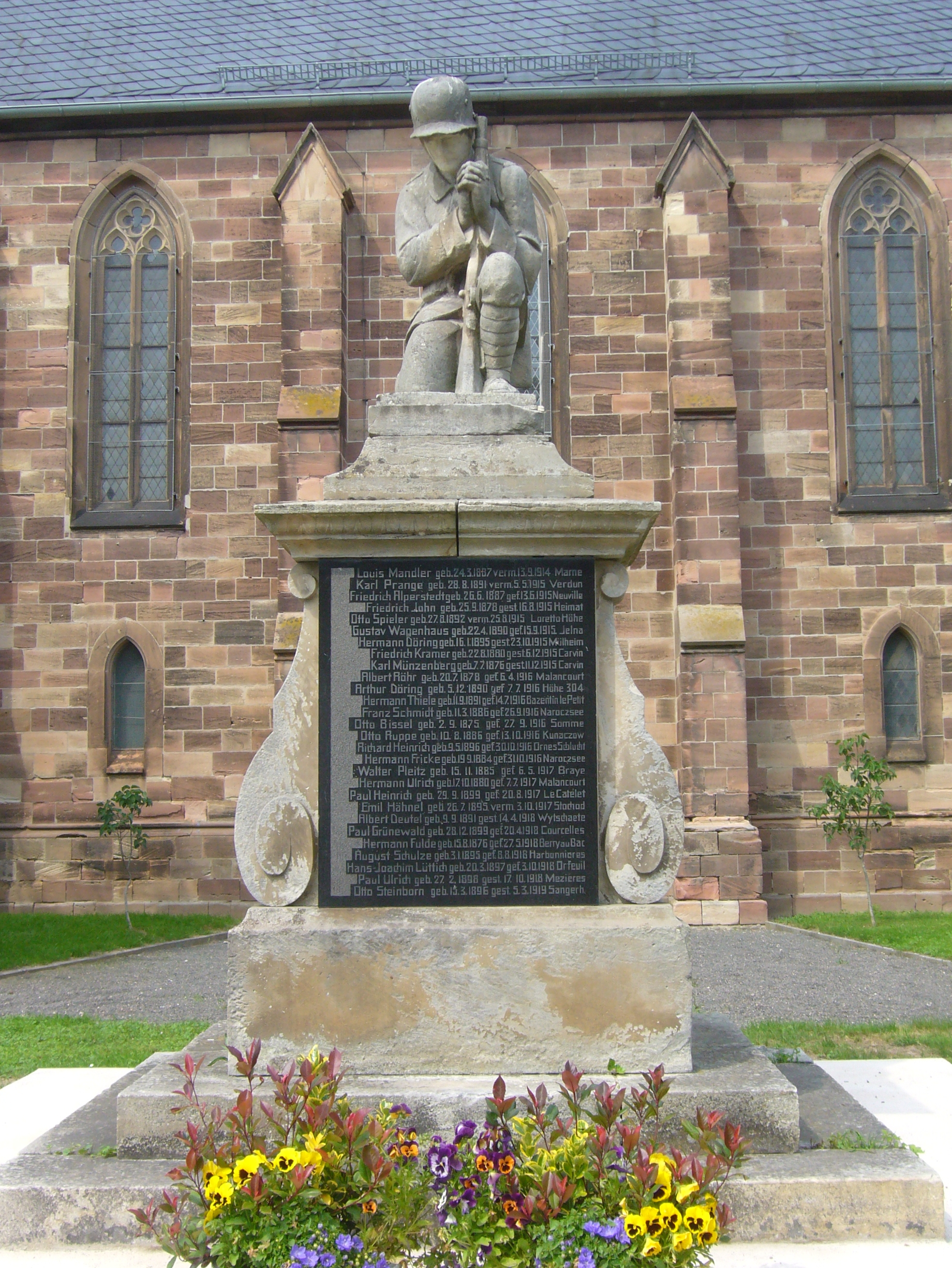
Kriegerdenkmal

### Bauwerke
- Die evangelische Kirche St. Johann Baptist ist eine neugotische Saalkirche mit eingezogenem Chorpolygon und schlankem, achteckigem Westturm. Sie wurde vermutlich 1866–68 nach einem Entwurf von Friedrich August Stüler anstelle eines mittelalterlichen Vorgängerbaus errichtet. Die Verblendung besteht aus Sandsteinquadern, die Ausstattung stammt aus der Erbauungszeit. Zu beachten ist ein aufwendig skulptierter Taufstein aus dem frühen 17. Jahrhundert, dessen sechsseitiger Fuß Luther, Paulus und die Evangelisten zeigt.[2]
- Kriegerdenkmal (1924 anlässlich des 50-jährigen Jubiläums des Kriegervereins auf dem Kirchplatz erbaut)
- Ziegelei (wohl 1840 gebaut, in der heutigen Form seit 1886)

### Vereine
- Feuerwehrverein Gehofen e. V.
- Freundeskreis d. Kirche St. Joh. Baptist zu Gehofen e. V.
- Geflügelzuchtverein Gehofen e. V.
- Jugendclub Gehofen 1999 e. V.
- Karnevalsverein Gehofen Weiß-Blau e. V.
- Kleingartenverein Zur Erholung Gehofen e. V.
- Shintai Do - Gehofen e. V.
- SV Fortuna Gehofen e. V.
- Verein für Rassekaninchenzucht Gehofen 1969 e. V.

### Regelmäßige Veranstaltungen
- Sportfest (Ende Juni)
- Rassekaninchenschau (Anfang Juli)
- Kirmes (jedes 3. Wochenende im Oktober)
- Weihnachtsmarkt (Anfang Dezember)

## Persönlichkeiten
- Ernst Albrecht von Eberstein (1605–1676), Heerführer im Dreißigjährigen Krieg
- Christian Ludwig von Eberstein (1650–1717), Oberaufseher in Harzgerode, Oberberghauptmann, Obristwachtmeister und Oberforstmeister
- Catharina Margaretha Linck (1687–1721), Knopfmacherin, Kattundruckerin und Soldatin, gab sich als Mann aus
- Friedrich August von Helmolt (1690–1755), sachsen-weißenfelsischer Kammerrat und Amtshauptmann zu Sachsenburg sowie Erb-, Lehn-, Gerichtsherr und Kirchenpatron zu Kannawurf
- Wolf George von Eberstein (1724–1779), preußischer Major und Ritter des Ordens Pour le Mérite
- Gustav Diettrich (1869–1947), Pfarrer und Hebraist
- Hermann Kellermann (1887–1954), Parteifunktionär (SPD/USPD/KPD/SED) und Teilnehmer an der Novemberrevolution
- Karl Kühn (1894–1962), Ingenieur und Hochschullehrer